# Tisbe elongata
Tisbe elongata is een eenoogkreeftjessoort uit de familie van de Tisbidae. De wetenschappelijke naam van de soort is voor het eerst geldig gepubliceerd in 1896 door Scott A..